# Меглинка
Меглинка (рус. Меглинка) река је на северозападу европског дела Руске Федерације. Протиче преко територије Пестовског рејона на истоку Новгородске области, и лева је притока реке Мологе и део басена реке Волге и Каспијског језера.
Река Меглинка је отока језера Меглино из којег отиче на надморској висини од 165 метара (код села Устје) и тече у смеру истока. У Мологу се улива код града Пестова, на надморској висини од 112 метара (укупан пад корита је 53 метра). Укупна дужина водотока је 50 km, док је површина сливног подручја 713 km².
Најважније притоке су Черњанка, Мелестовка, Ридолож и Калешевка. Током средњег века по Меглинки је пролазио важан водени трговачки пут.